# Ejido San Lorenzo Toxico Manzana Octava
Ejido San Lorenzo Toxico Manzana Octava är ett samhälle (ejido) i Mexiko, tillhörande kommunen Ixtlahuaca i den västra delen av delstaten Mexiko. Orten hade 1 838 invånare vid folkräkningen 2010.